# Contea di Pope (Minnesota)
La contea di Pope in inglese Pope County è una contea dello Stato del Minnesota, negli Stati Uniti. La popolazione al censimento del 2000 era di 11 236 abitanti. Il capoluogo di contea è Glenwood